# Ústřední banka Indie

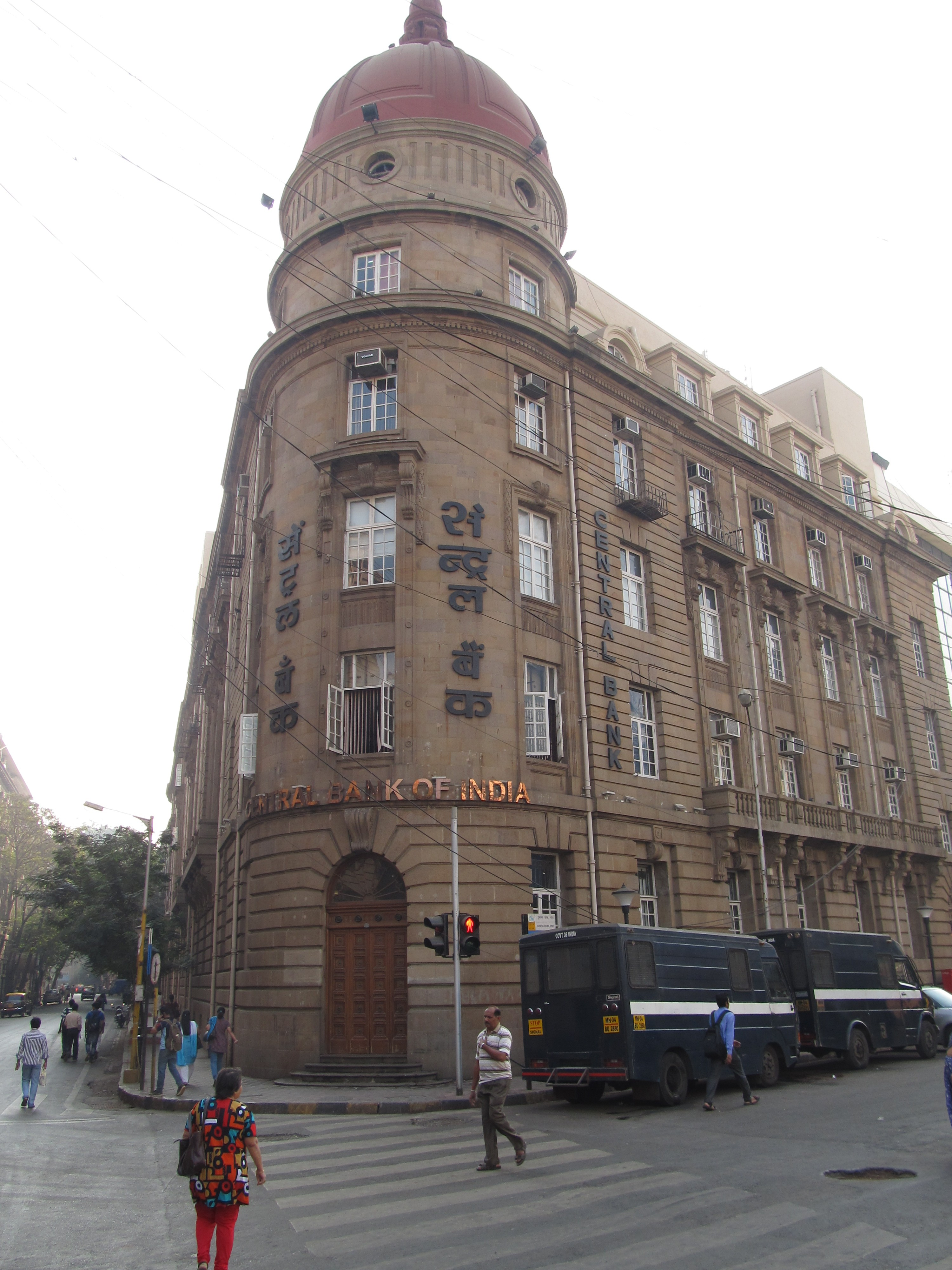
Budova Ústřední banky Indie v Bombaji

Ústřední banka Indie (maráthsky सेंट्रल बँक ऑफ इंडिया, anglicky Central Bank of India) je indická obchodní banka. Sídlí v Bombaji. Byla založena 21. prosince 1911 jako první banka v Britské Indii, plně vlastněná Indy. Od znárodnění v roce 1969 ji vlastní indický stát. Ústřední banka Indie není přes svůj název ústřední bankou (ústřední bankou Indie je Rezervní banka Indie).